# St. Mauritius (Nordkirchen)

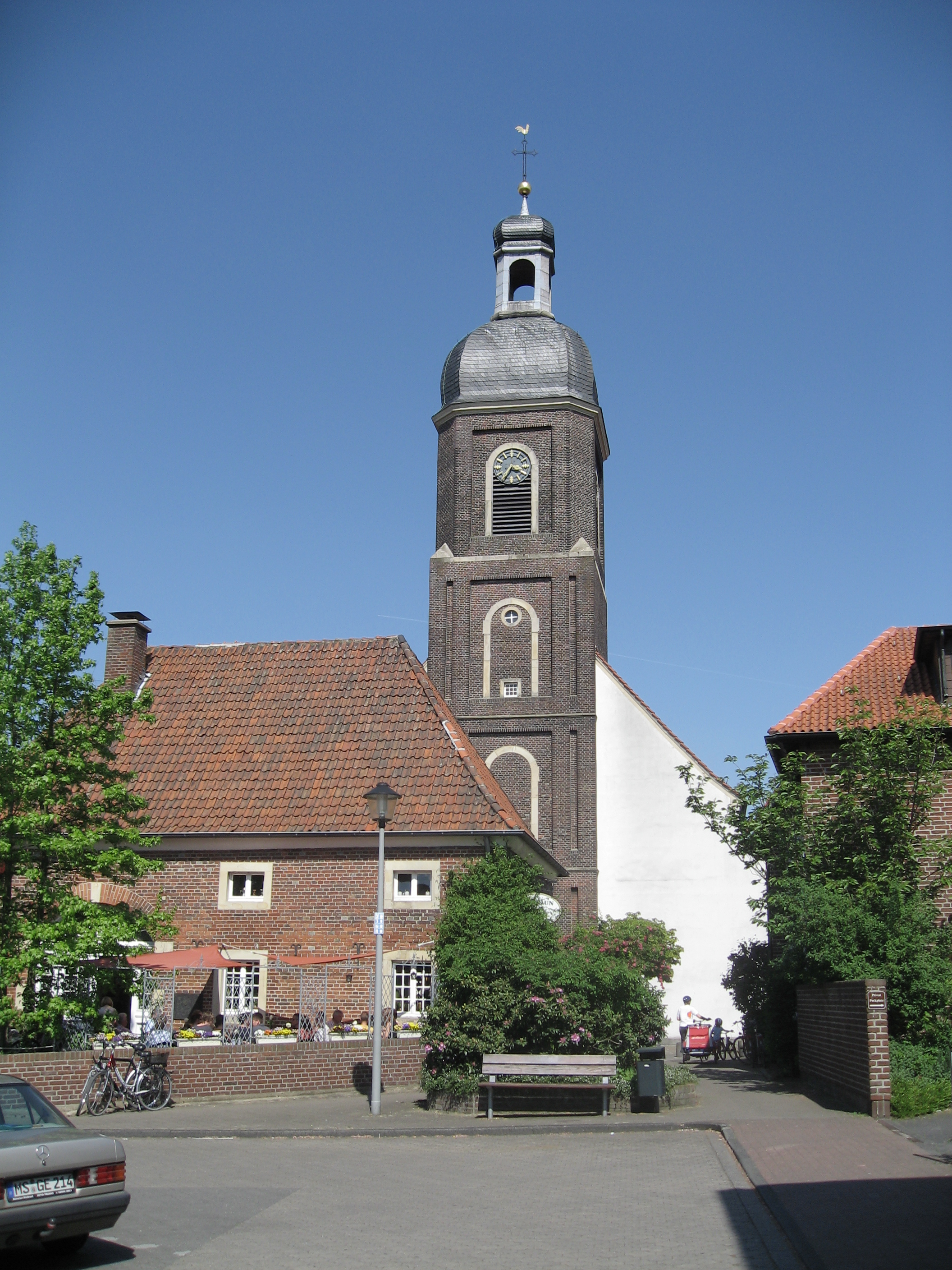
St. Mauritius von 1715

Die katholische Pfarrkirche St. Mauritius steht im Zentrum des münsterländischen Ortes Nordkirchen.

## Bau und Baugeschichte
Die Kirche wurde ab 1715 von Gottfried Laurenz Pictorius als barocke Hallenkirche erbaut. Sie besitzt einen eingezogenen Chor mit polygonalem Abschluss. Nach außen ist der Bau durch Segmentbogenfenster und Strebepfeiler gegliedert. Der eingebundene Turm überragt mit seiner Schieferhaube und der aufgesetzten Laterne den Ort. Dabei kontrastieren die dunkelroten Ziegel des Turmes auffällig mit dem weiß verputzten Kirchenschiff. Der Turm ist durch Zwischenabsätze klar gegliedert und mit aufgesetzten weißen Bögen verziert.
Das Eingangsportal trägt das Allianzwappen von Plettenberg und Westerholt. Das Portal stammt von Johann Hermann Anton Kocks und wurde vermutlich nach einem Entwurf von Peter Pictorius d. J. (1673–1735) gestaltet, angelehnt an die Fenstergestaltung des Konservatorenpalastes in Rom.
Der ursprünglich barocke, dreischiffige Innenraum der Kirche wurde 1884 im neuromanischen Stil umgebaut und mit einem Hochaltar und den beiden Chorgestühlen ausgestattet. Kreuzförmige Pfeiler tragen ein Rippengewölbe mit rundbogigen Gurten.

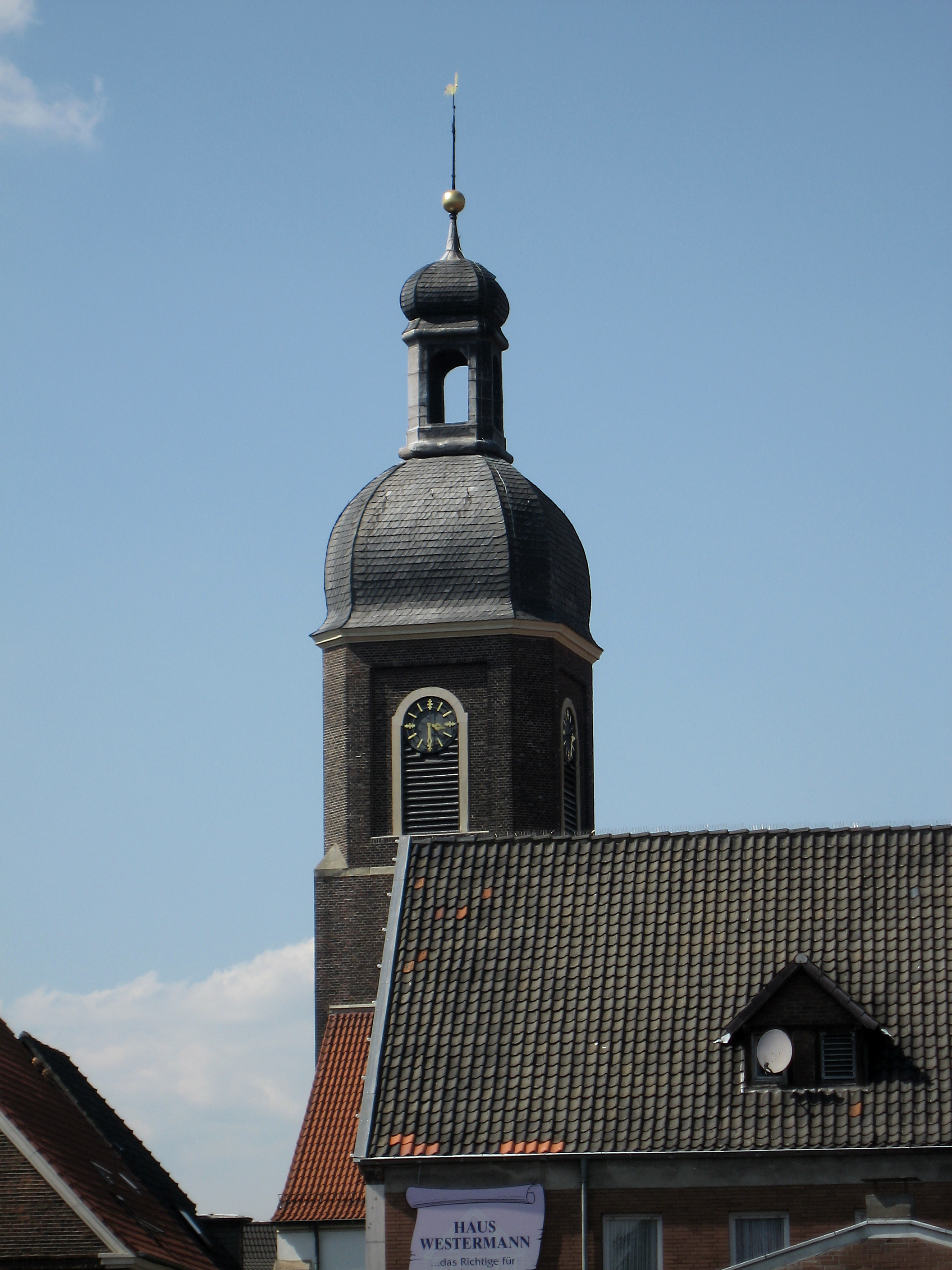
Turm von St. Mauritius
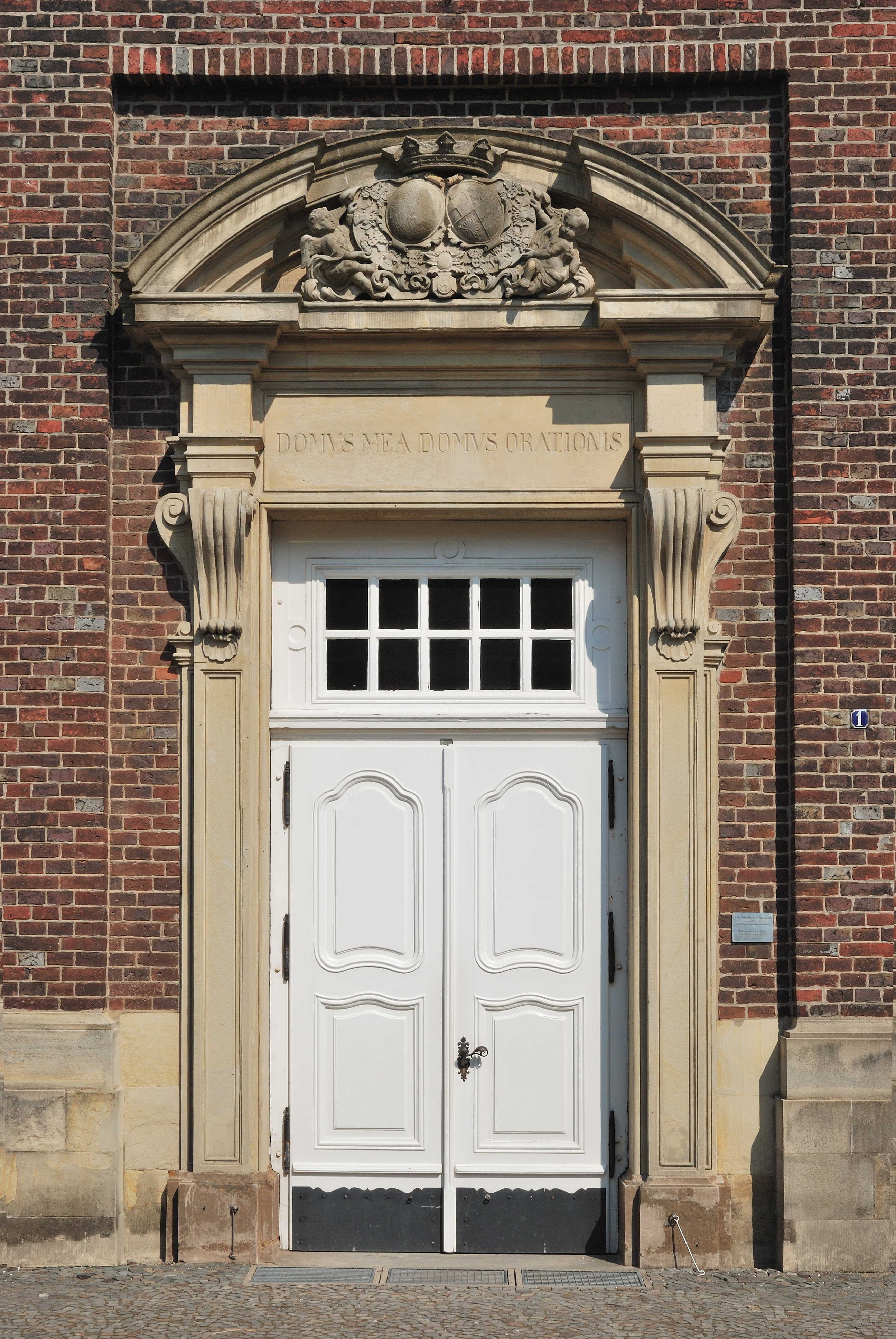
Portal mit Allianzwappen
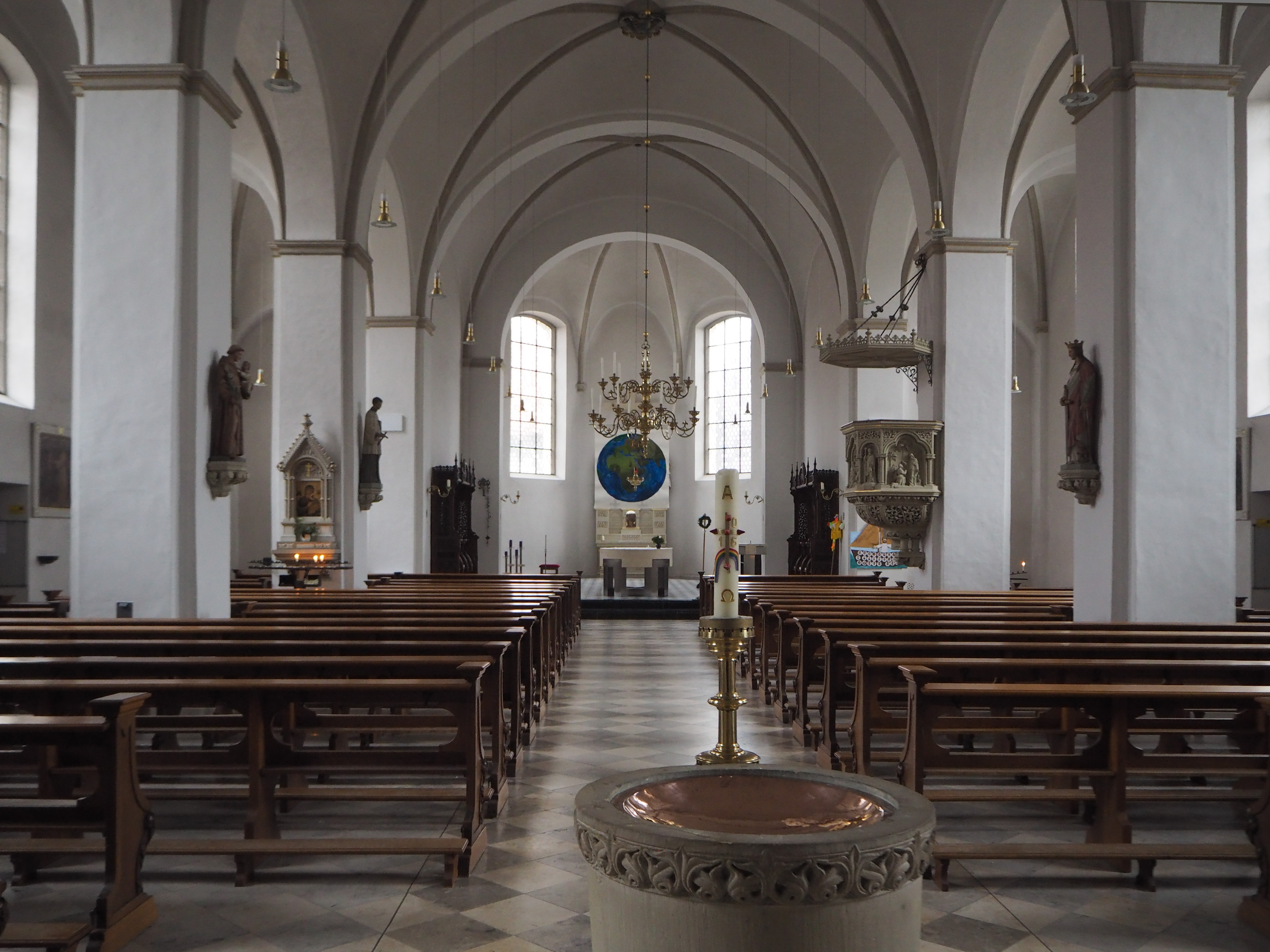
Inneres nach Osten

## Ausstattung
- Hochaltarkruzifix

Bei der Kreuzigungsszene handelt es sich um einen Gipsabguss, der 1836 entstand. Es ist der Abguss eines Friedhofskruzifixes der St.-Hedwigs-Kathedrale in Berlin. Das Original wurde 1834 von Theodor Wilhelm Achtermann geschaffen.
- Taufstein

Der Taufstein stammt ursprünglich aus dem 2. Viertel des 13. Jahrhunderts. Am oberen und am unteren Rand zeigt er einen Blattfries. Gegen 1900 hat man den Taufstein überarbeitet, wobei er u. a. einen Sockel erhielt.
- Westliche Seitenfenster

Im Unterschied zu den übrigen schlicht gehaltenen Fenstern sind die westlichen Fenster aufwendig gestaltet. Sie entstanden 1912, ausgeführt von Wilhelm Derix nach Kartons von Friedrich Stummel. Gestiftet wurden sie vom Herzog von Arenberg. Auf ihnen sind seine beiden Söhne dargestellt, die Prinzen Engelbert Carl und Erich von Arenberg. Im Hintergrund erscheinen Ansichten des Schlosses Nordkirchen aus der Vogelperspektive. Sie zeigen das Schloss im Zustand von 1702 und von 1912.
- Figurenschmuck

Die Figur des Namenspatrons St. Mauritius schuf der münsteraner Bildhauer August Schmiemann im Jahre 1877.

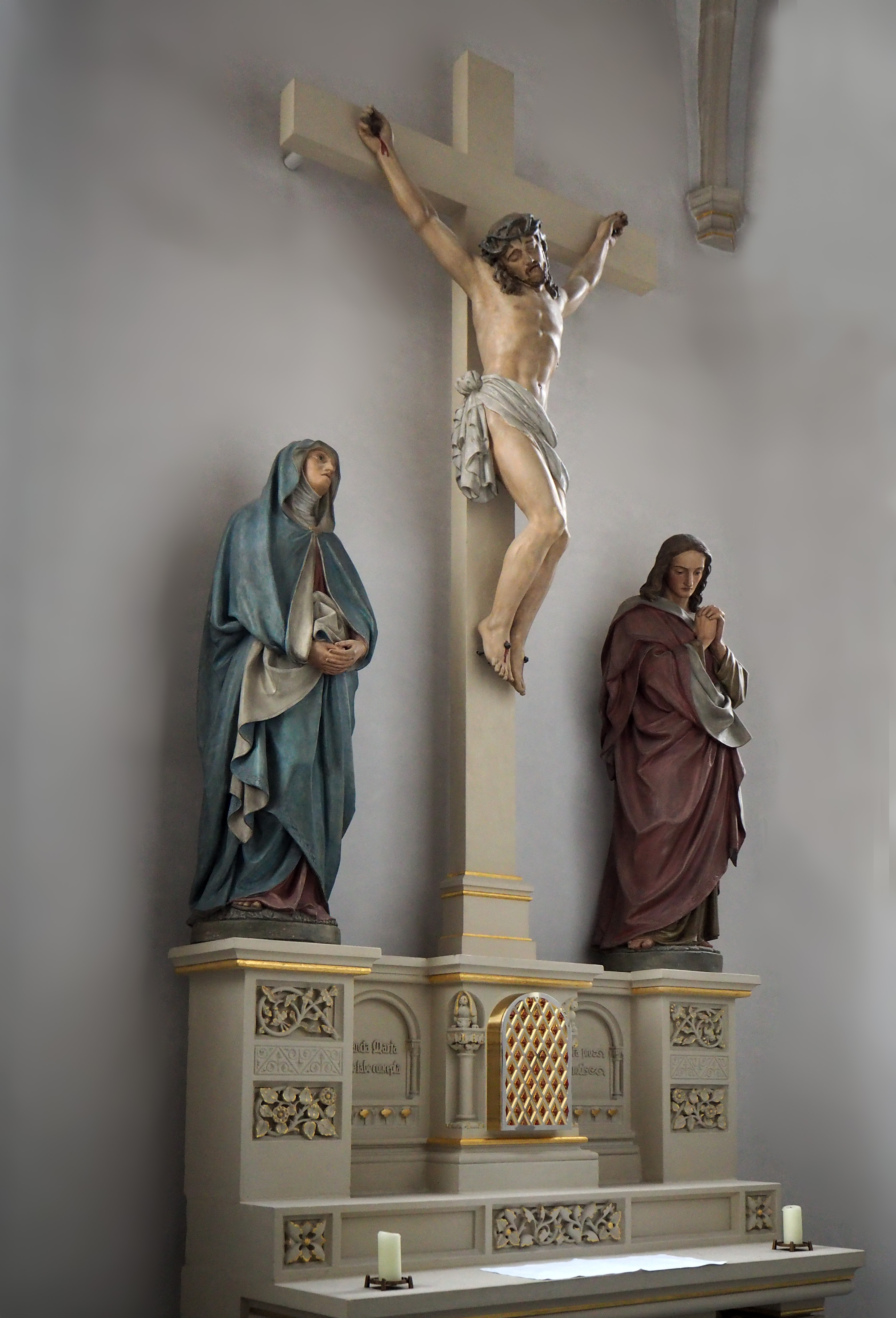
Hochaltarkruzifix von 1836
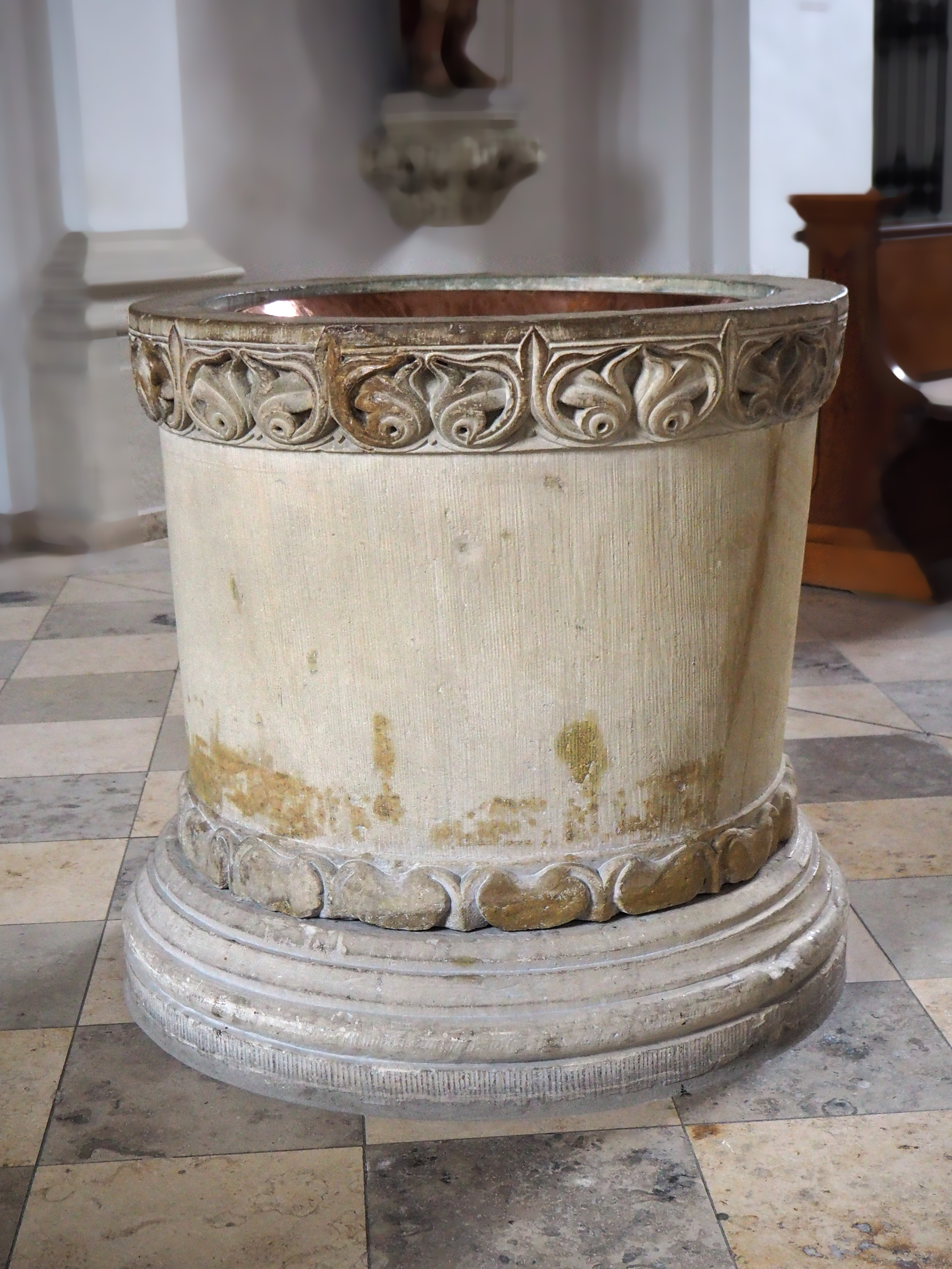
Taufe aus dem 13. Jahrhundert
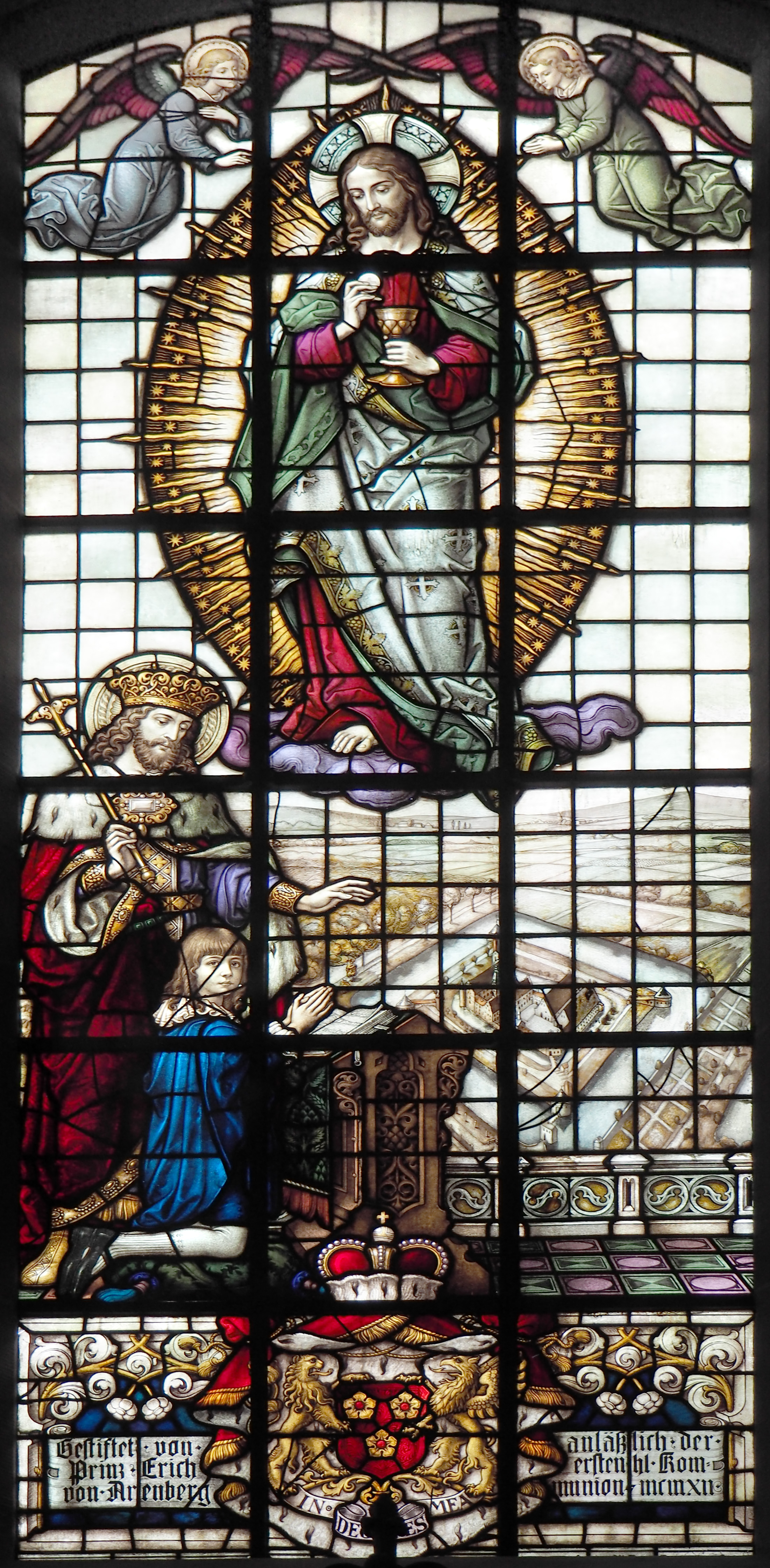
Fenster mit Schloss 1702
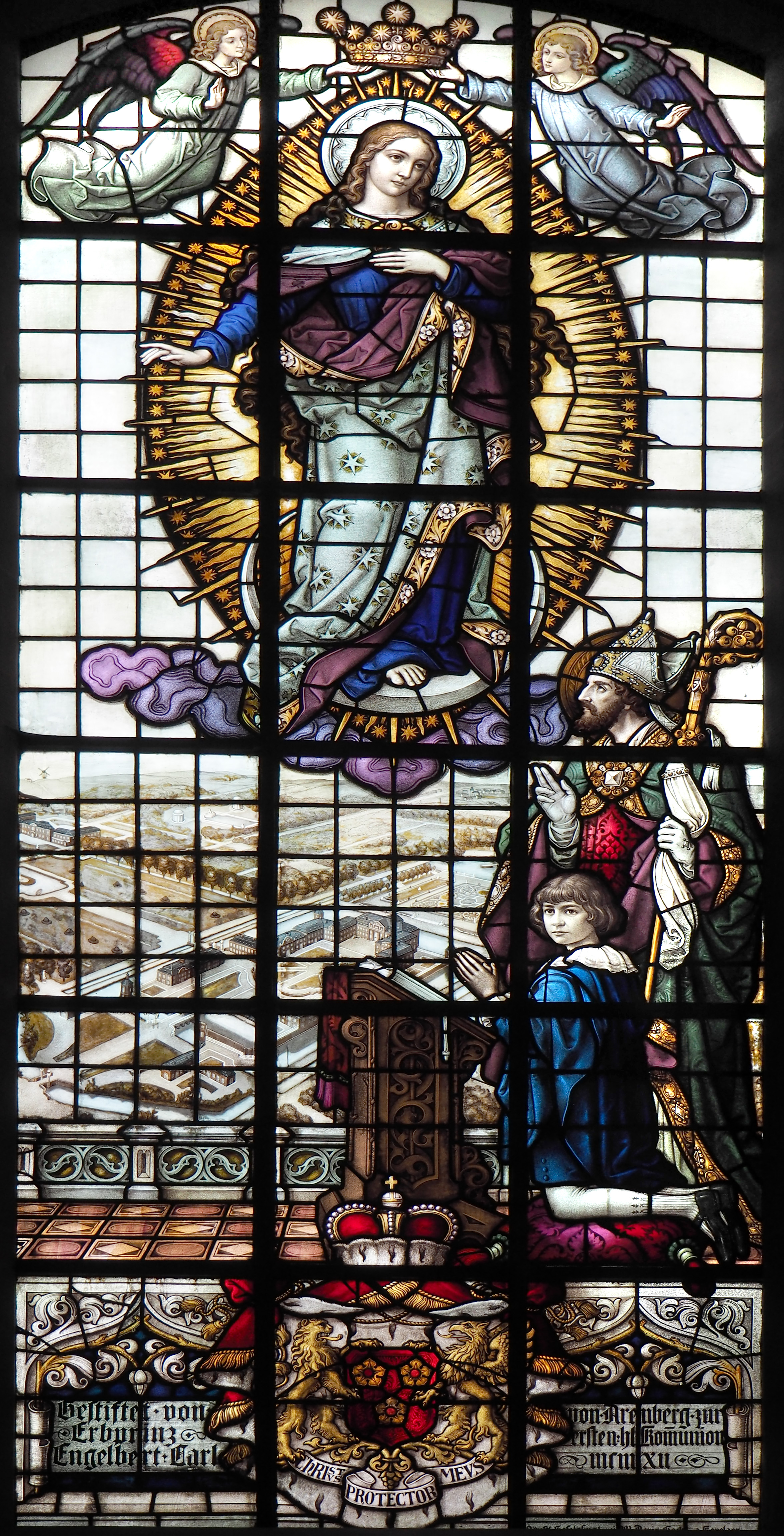
Fenster mit Schloss 1912
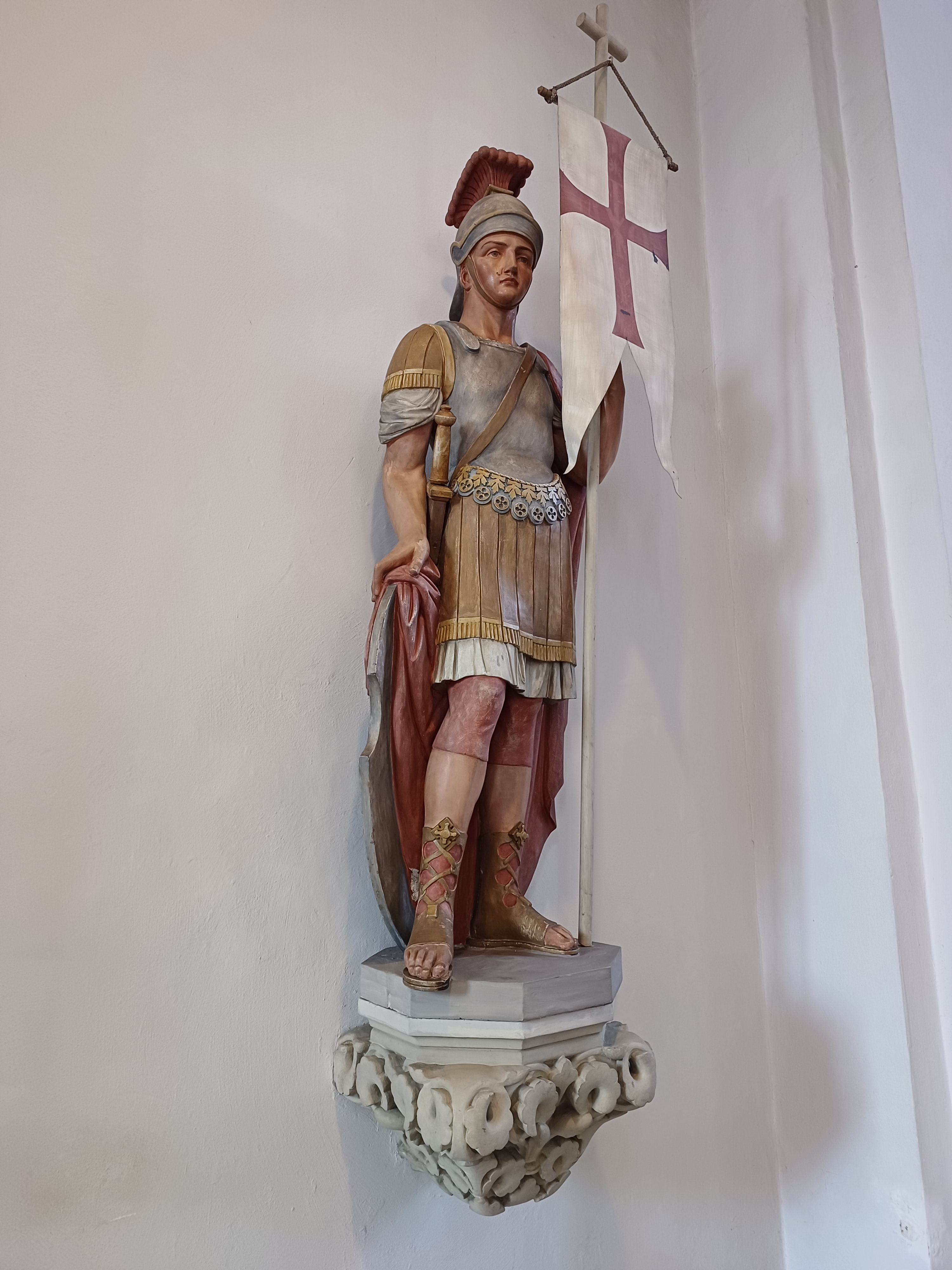
St. Mauritius von 1877

## Orgel
Die Orgel von St. Mauritius wurde im Jahre 1986 von der Orgelbaufirma Fleiter (Münster) erbaut, wobei 8 Register aus der Vorgängerorgel übernommen wurden. Das Instrument hat Schleifladen, die Spieltrakturen sind mechanisch, die Registertrakturen elektrisch.
| I Hauptwerk C– |             |       |   |
| 1.             | Bordun      | 16′   | H |
| 2.             | Prinzipal   | 8′    |   |
| 3.             | Gamba       | 8′    | H |
| 4.             | Doppelflöte | 8′    | H |
| 5.             | Oktave      | 4′    |   |
| 6.             | Spitzflöte  | 2′    | H |
| 7.             | Quinte      | 2 ⁄3′ |   |
| 8.             | Gemshorn    | 2′    |   |
| 9.             | Mixtur V    | 2′    |   |
| 10.            | Trompete    | 8′    |   |
|                | Tremulant   |       |   |

| II Brustwerk C– |                |       |   |
| 11.             | Rohrgedackt    | 8′    |   |
| 12.             | Harfpfeife     | 8′    | H |
| 13.             | Prinzipal      | 4′    |   |
| 14.             | Holzflöte      | 4′    |   |
| 15.             | Oktave         | 2′    |   |
| 16.             | Sesquialter II | 2 ⁄3′ |   |
| 17.             | Larigot II     | 1 ⁄3′ |   |
| 18.             | Oboe           | 8′    |   |
|                 | Tremulant      |       |   |

| Pedal C– |                 |       |   |
| 19.      | Subbass         | 16′   |   |
| 20.      | Offenbass       | 8′    | H |
| 21.      | Gedacktbass     | 8′    |   |
| 22.      | Choralbass      | 8′    | H |
| 23.      | Rauschpfeife II | 2 ⁄3′ | H |
| 24.      | Fagott          | 16′   |   |

- Koppeln: II/I, I/P, II/P
- Anmerkung:

H = Register aus der Vorgängerorgel

## Glocken
Im Westturm hängt ein fünfstimmiges Bronzegeläut der Tonfolge des'-f'-as'-as'-b'. Eine der as'-Glocken stammt aus dem 13. Jahrhundert und wird in der Regel im Plenum nicht mitgeläutet. Die Glocken des', f' und b' stammen von Petit & Gebr. Edelbrock in Gescher. Die f'-Glocke von 1857, die b'-Glocke von 1937 und die große Glocke von 1951. Die jüngere as'-Glocke stammt von 1731.
| Glocke | Name            | Gießer                  | Gussjahr | Schlagton |
| ------ | --------------- | ----------------------- | -------- | --------- |
| 1      | Josefsglocke    | Petit & Gebr. Edelbrock | 1951     | des′      |
| 2      | Totenglocke     | Petit & Gebr. Edelbrock | 1857     | f′        |
| 3      | Mauritiusglocke |                         | 1731     | as′       |
| 4      | Mauritiusglocke | Petit & Gebr. Edelbrock | 1937     | b′        |
| V      |                 |                         | 13. Jh.  | as′       |

## Kirchplatzbebauung
Am Kirchplatz sind mehrere historische Gebäude erhalten, die in Verbindung zu St. Mauritius stehen:
- die ehemalige Küsterei, (Mauritiusplatz 4), 1733/34 von Johann Conrad Schlaun errichtet
- das ehemalige Armenhaus (Mauritiusplatz 6), 1730–33 ebenfalls von Schlaun errichtet
- die ehemalige Vikarie (Mauritiusplatz 7), Fachwerkhaus von 1675

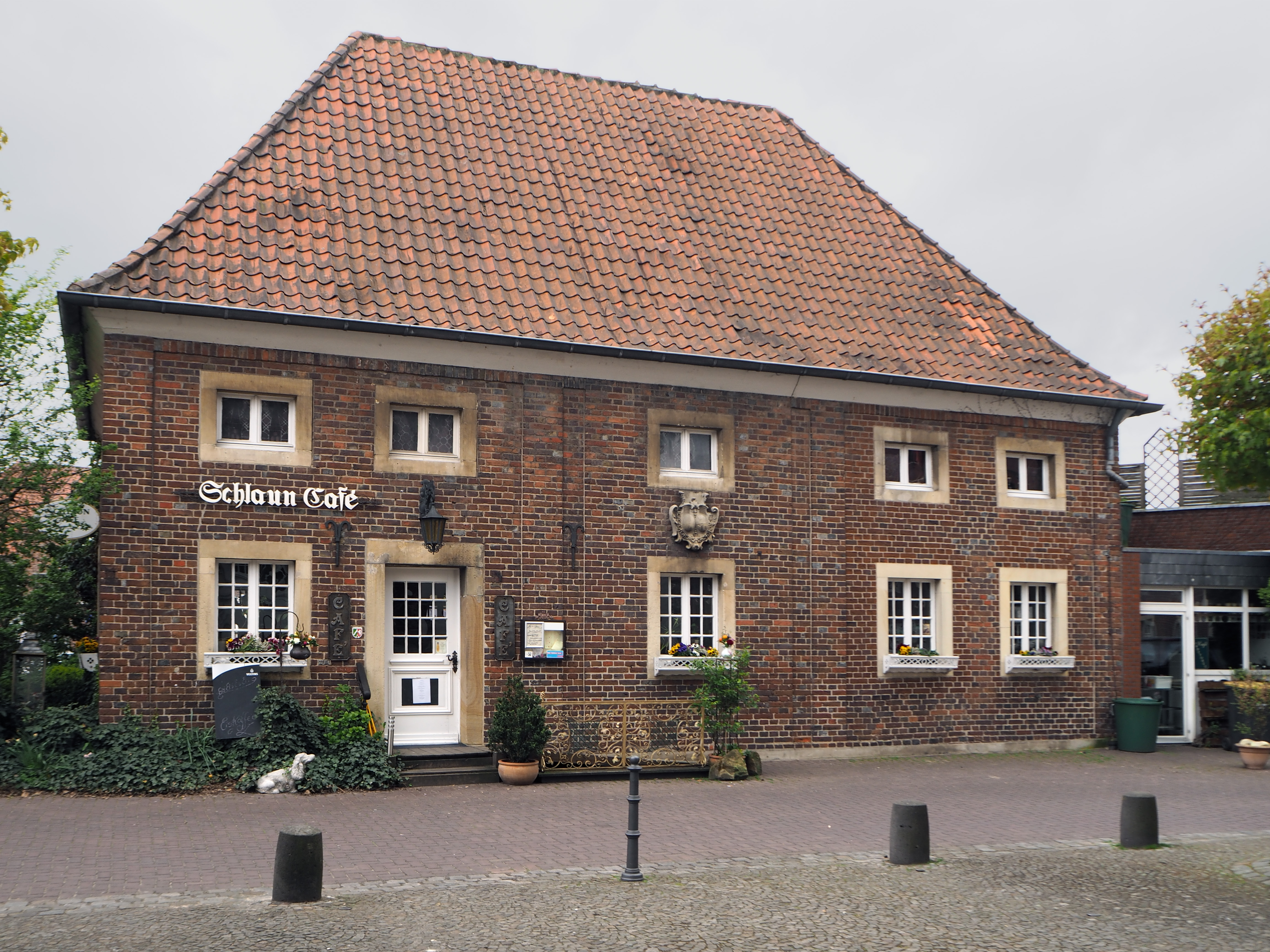
Ehemalige Küsterei (1733/34), jetzt Café Schlaun
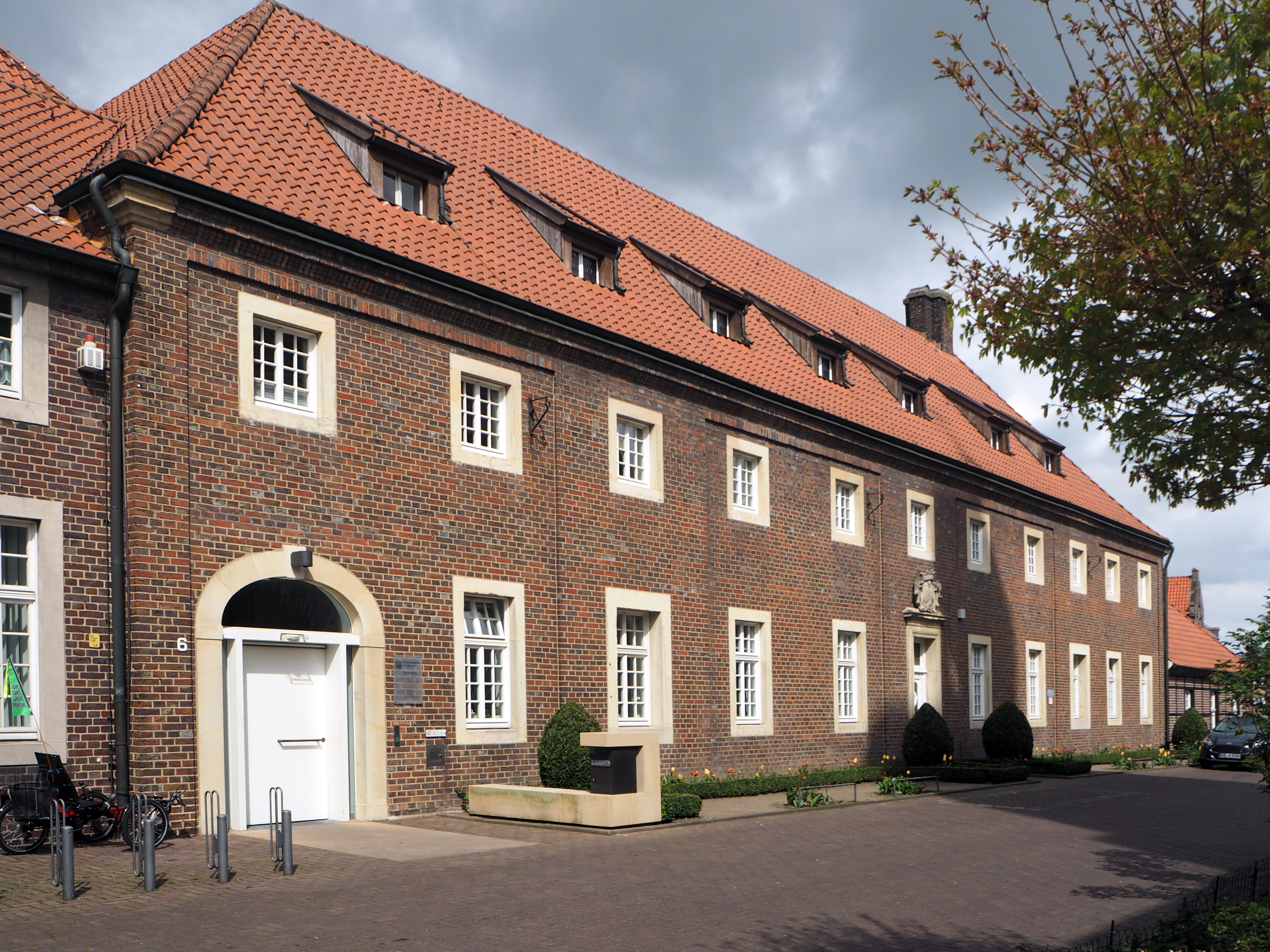
Ehemaliges Armenhaus, (1730–33) jetzt Verwaltung einer Kinderheilstätte
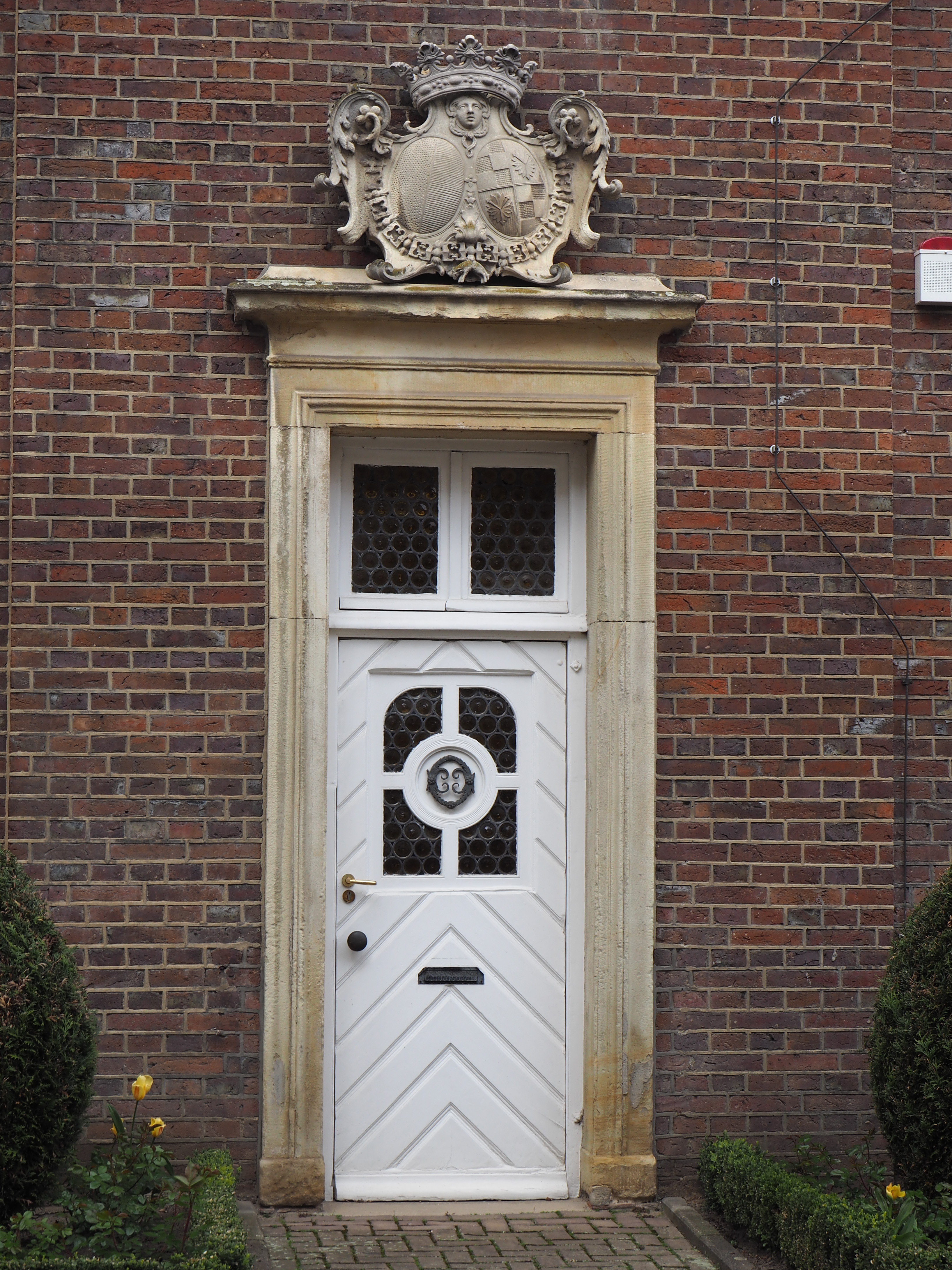
Eingang Armenhaus mit Allianzwappen Plettenb./Westerholt
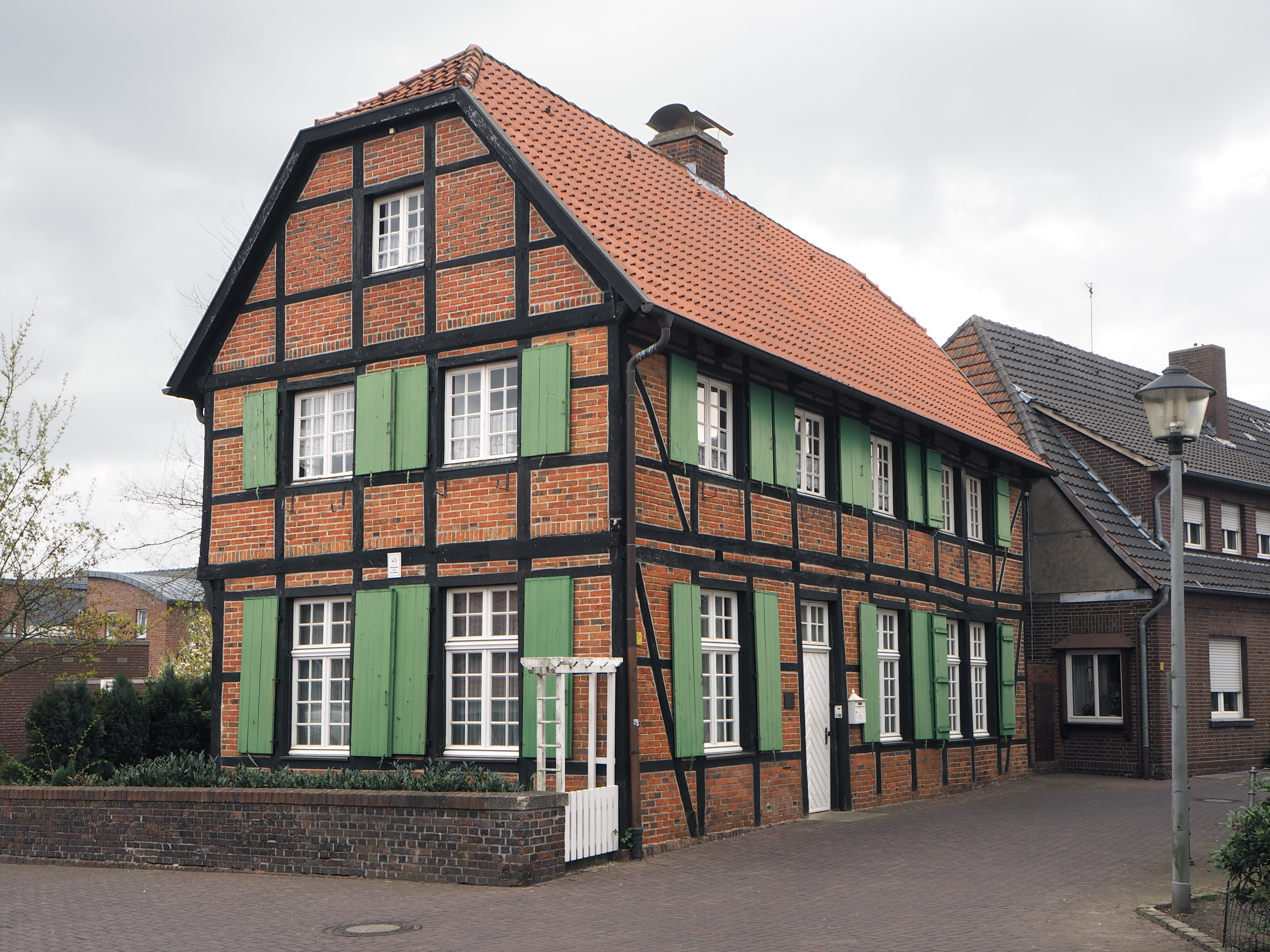
Ehemalige Vikarie, (1675) jetzt Begegnungsstätte